# José Luis Valenzuela

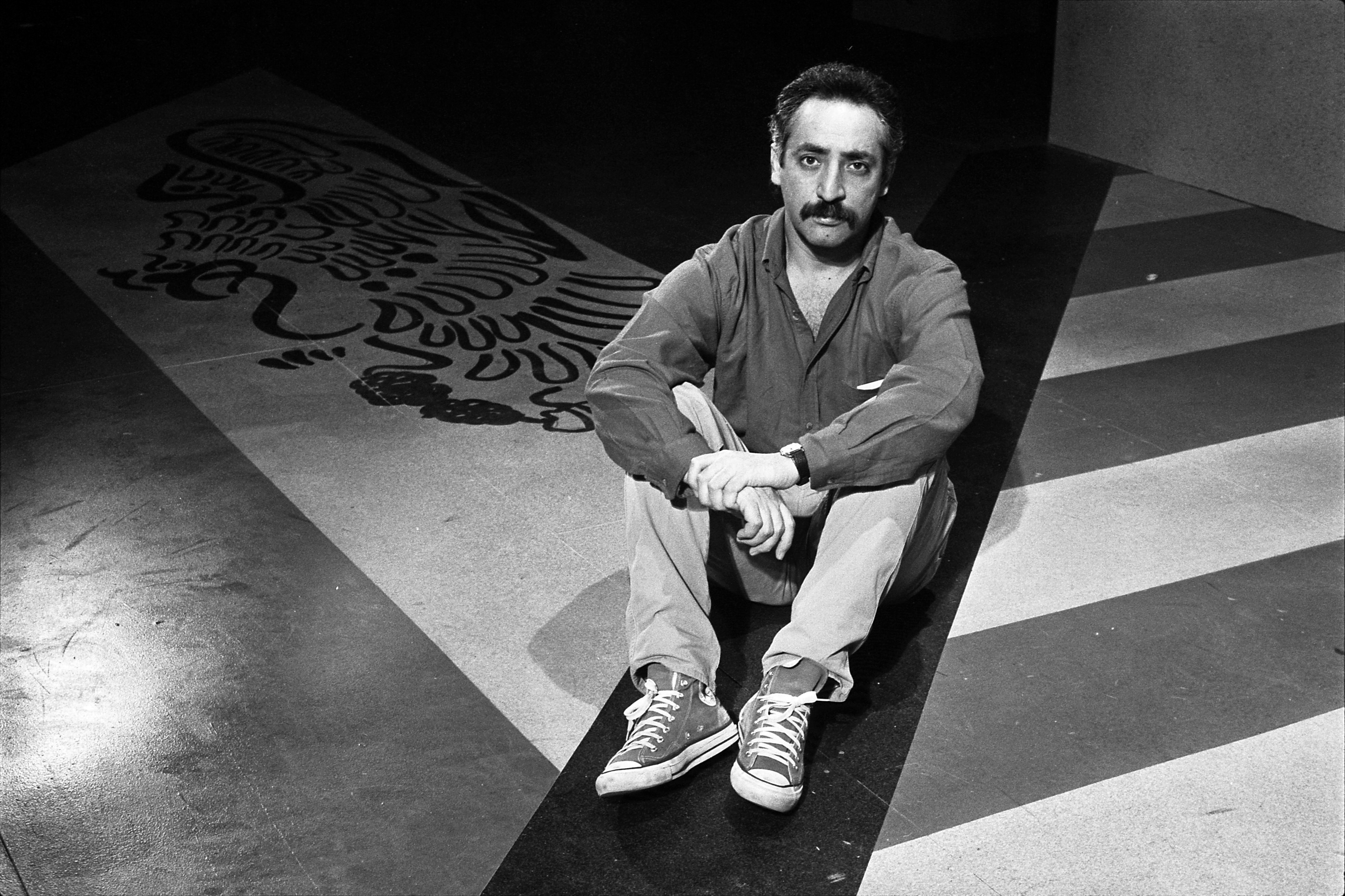
José Luis Valenzuela (1987)

José Luis Valenzuela ist ein US-amerikanischer Theater- und Filmregisseur sowie Professor an der UCLA School of Theater, Film and Television.
Mehr als 25 Jahre inszenierte Valenzuela Theaterstücke, welche die Anerkennung der Kritiker fanden. Seine Theaterstücke wurden in den bedeutenden regionalen Theatern, wie Los Angeles Theatre Center, wo er 1985 die Latino Theater Initiative gründete, aufgeführt. Seine letzten Regiewerke sind Premeditation, Solitude, la Victima, la Virgen de Guadelupe, Dios Inantzin. Alle diese Werke wurden von der Latino Theater Company produziert.
Zu den internationalen Stücken, bei denen er Regie führte, gehören Peer Gynt von Henrik Ibsen im Norland-Theater in Norwegen und Kuß der Spinnenfrau von Manuel Puig im Nationaltheater von Norwegen. 2002 inszenierte er Dementia von Evelina Fernandez, für die  Latino Theater Initiative. Dementia gewann 2003 den GLAAD Award für die beste Theater-Produktion in Los Angeles.